# Sindicato dos Metalúrgicos do ABC
O Sindicato dos Metalúrgicos do ABC é um sindicato localizado na região do ABC Paulista, no estado brasileiro de São Paulo.
Na região que corresponde ao atual Grande ABC, o primeiro sindicato a se organizar pelas normas instituídas na Era Vargas é o Sindicato dos Marceneiros, Carpinteiros e Classes Anexas de São Bernardo. Entre os trabalhadores que militavam no recém-constituído sindicato estava Armando Mazzo, que futuramente seria eleito prefeito de Santo André e cassado antes de tomar posse. O segundo sindicato a ser reconhecido oficialmente foi o dos metalúrgicos. Para presidente foi escolhido Marcos Andreotti, um dos criadores da União Operária em São Bernardo, no ano de 1928. Mazzo e Andreotti estão entre as principais lideranças sindicais da região antes do surgimento de Luiz Inácio Lula da Silva. 
O Sindicato dos Metalúrgicos de São Bernardo, fundado em 1933, englobava toda a região, pois só havia a cidade de São Bernardo nesta época. Em 12 de maio de 1959 o sindicato foi desmembrado em três novas instituições, com sedes em Santo André, São Bernardo do Campo e São Caetano do Sul. Nesta época o atual sindicato recebeu o nome de Sindicato dos Metalúrgicos de São Bernardo do Campo e Diadema. Em 1993 houve uma união com o Sindicato dos Metalúrgicos de Santo André, em virtude da qual surgiu o nome atual do sindicato, mas essa união durou apenas três anos. Atualmente, o sindicato atua nos municípios paulistas de São Bernardo do Campo, Diadema, Ribeirão Pires e Rio Grande da Serra.
O Sindicato do ABC liderou importantes greves operárias ocorridas durante a ditadura militar brasileira. É conhecido por ser o embrião do Partido dos Trabalhadores (PT) e da Central Única dos Trabalhadores (CUT), tendo entre os seus ex-presidentes o atual presidente da República Luiz Inácio Lula da Silva.

## Lista de presidentes do sindicato
Presidentes do Sindicato dos Metalúrgicos do ABC:
- 1959 a 1963 - Lino Ezelino Carniel
- 1963 a 1965 - Anacleto Potomatti
- 1965 a 1967 - Afonso Monteiro da Cruz
- 1969 a 1972 - Paulo Vidal Neto
- 1972 a 1975 - Paulo Vidal Neto
- 1975 a 1978 - Luiz Inácio Lula da Silva
- 1978 a 1981 - Luiz Inácio Lula da Silva
- 1981 a 1984 - Jair Antonio Meneguelli
- 1984 a 1987 - Jair Antonio Meneguelli
- 1987 a 1990 - Vicente Paulo da Silva
- 1990 a 1993 - Vicente Paulo da Silva
- 1993 a 1996 - Vicente Paulo da Silva
- 1994 a 1996 - Heiguiberto Guiba Della Bella Navarro
- 1996 a 1999 - Luiz Marinho
- 1999 a 2002 - Luiz Marinho
- 2002 a 2005 - José Lopez Feijóo
- 2005 a 2008 - José Lopez Feijóo
- 2008 a 2011 - Sérgio Nobre
- 2011 a 2014 - Sérgio Nobre
- 2014 a 2017 - Rafael Marques
- 2017 a 2022 - Wagner Santana
- 2022 - Moisés Selerges